# Lathys bin
Lathys bin är en spindelart som beskrevs av Yuri M. Marusik och Dmitri Viktorovich Logunov 1991. Lathys bin ingår i släktet Lathys och familjen kardarspindlar. Inga underarter finns listade i Catalogue of Life.